# Dodonaea amplisemina
Dodonaea amplisemina K.A.Sheph. & Rye  är en kinesträdväxt, som ingår i släktet Dodonaea och familjen kinesträdsväxter. 
Inga underarter finns listade i Catalogue of Life.

## Habitat

Western Australia